# Monument voor Lippens en De Bruyne

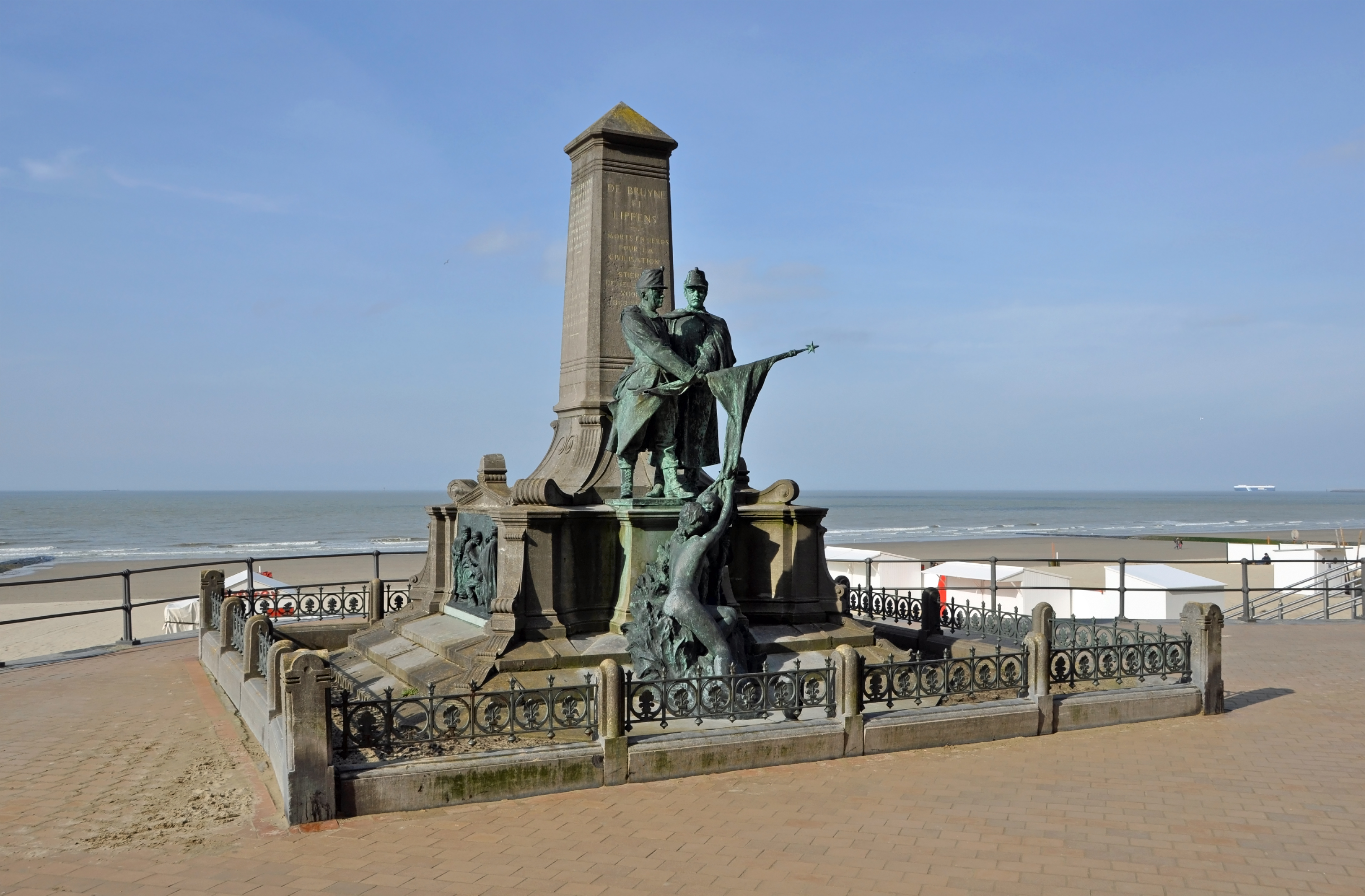
Monument van Lippens en De Bruyne op de Zeedijk in Blankenberge.

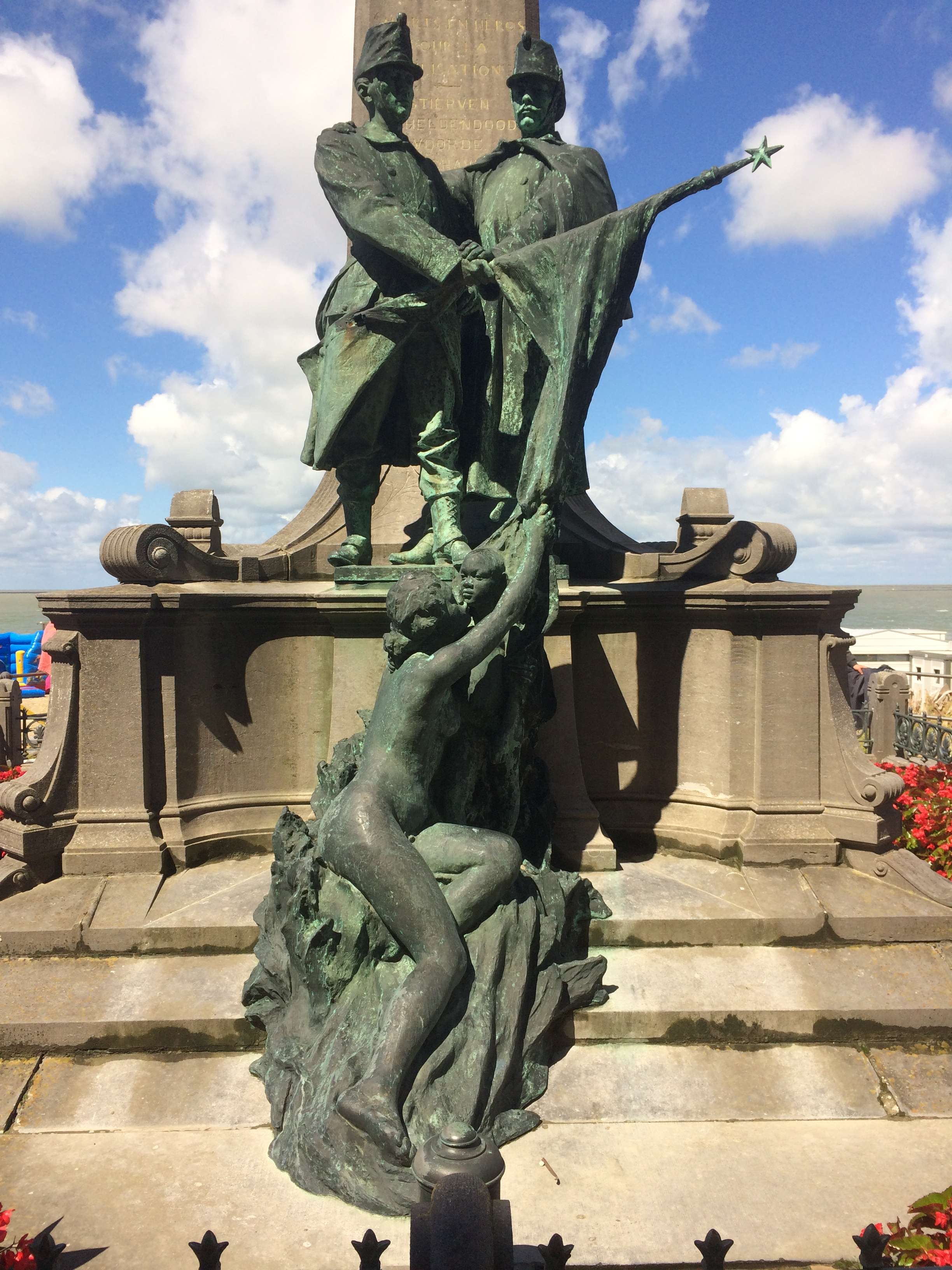
De beeldengroep

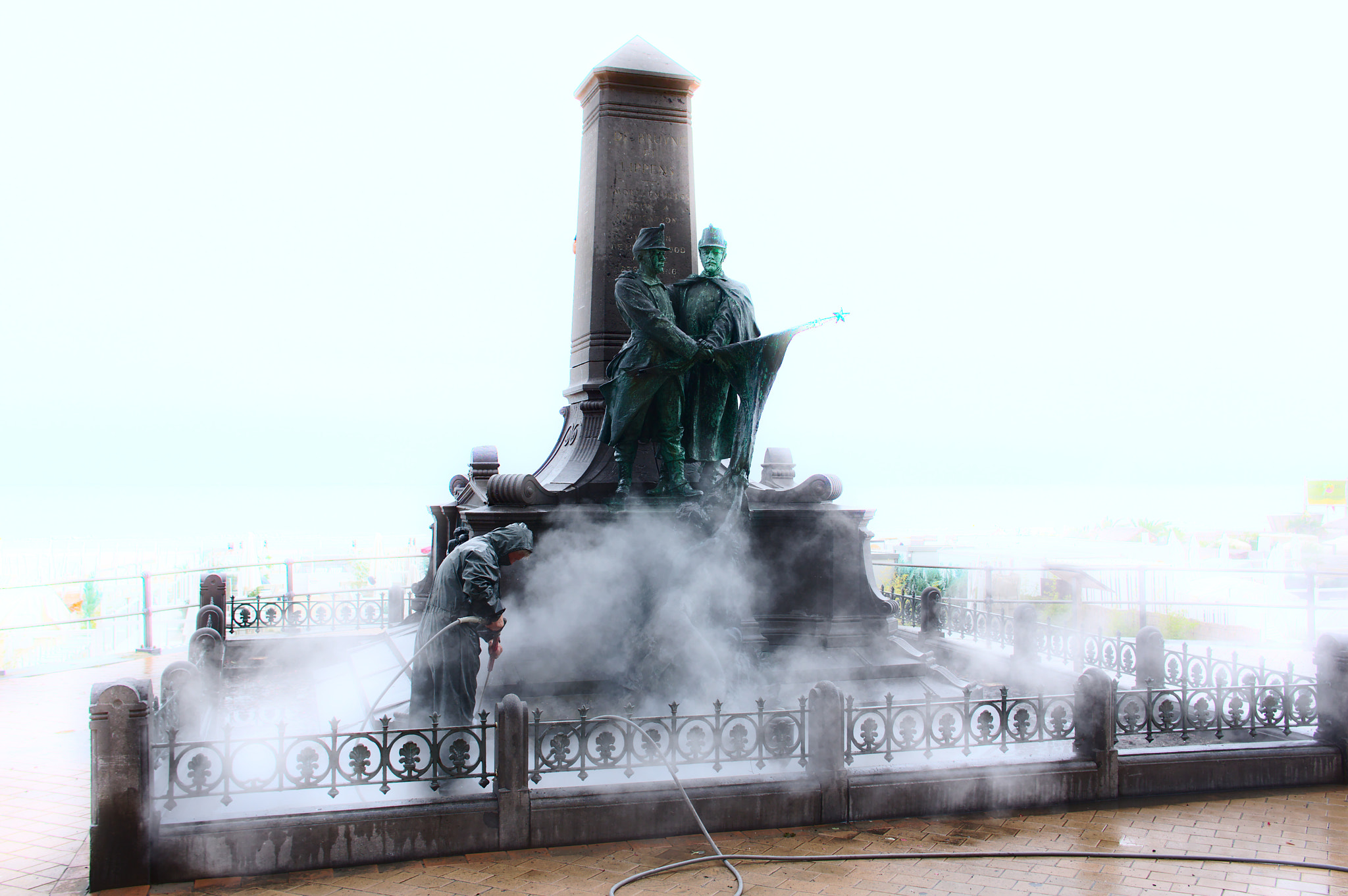
Renovatie in 2017

Het Monument voor Lippens en De Bruyne is een bronzen beeldengroep op de Zeedijk in Blankenberge ter ere van Henri De Bruyne en Joseph Lippens, twee Belgische militairen die in dienst van de Force Publique gesneuveld zijn tijdens de oorlog in Maniema in 1892. Het gedenkteken, gemaakt door Guillaume Charlier, is onthuld in 1900.

## Geschiedenis
Het Komiteit standbeeld De Bruyne, een Brusselse vereniging van oud-kolonialen, wilde De Bruyne eren met een standbeeld in zijn geboortestad dat hulde bracht aan de heldendaad en aan de onvoorwaardelijke trouw en vriendschap met Lippens. Het schreef in 1897 een wedstrijd uit, die werd gewonnen door de beeldhouwer Guillaume Charlier. De blote Congolese vrouw met kind die deel van zijn ontwerp was, werd weggelaten bij de onthulling in 1900, omdat het katholieke stadsbestuur de naaktheid onzedig vond. Protest van Charlier kon niet verhinderen dat de Congolese beelden in het magazijn verdwenen. De kosten voor het werk werden opgebracht door inzameling. De Belgische Staat, Leopold II en de stad Blankenberge droegen substantieel bij.
Tijdens de Eerste Wereldoorlog werden de beelden door de Duitsers weggenomen en omgesmolten in het kader van de oorlogseconomie. Op 10 september 1922 werd een nieuwe versie van de beeldengroep geplaatst volgens het oorspronkelijk ontwerp van Charlier. De kunstenaar wilde zijn gietvormen enkel beschikbaar stellen als de Congolese beelden erbij mochten, en het liberale stadsbestuur was akkoord gegaan. Uit dank schonk Charlier de beeldengroep Moedersmart aan Blankenberge.
In 1977 had het stadsbestuur plannen om het koloniale monument te verwijderen, maar dat werd geweigerd. In 1980 werd het standbeeld beschermd erfgoed (afdeling Monumenten & Landschappen).

## Beschrijving
Centraal staan Lippens en De Bruyne met de armen broederlijk om elkaar geslagen. Aan hun voeten zit een naakte Congolese vrouw, een slavin die zich wanhopig en dankbaar vastklampt aan hun vaandel met de vijfpuntige ster van de Onafhankelijke Congostaat. Haar zoontje is door Charlier gemodelleerd naar Paul Panda Farnana, die later hoger onderwijs zou volgen en ijveren voor Congolese emancipatie. 
De arduinen sokkel in art nouveau draagt centraal het opschrift: De Bruyne et Lippens / Morts en héros pour la civilisation / Stierven de heldendood voor de beschaving. Aan de zijkanten en achteraan tonen drie bas-reliëfs het laatste onderhoud van Lippens en de Bruyne, de dood van Lippens en de dood van De Bruyne. Op de pijler erboven staan verklarende opschriften in het Frans en Nederlands: 
- Luitenant bij het treinregiment vermoord te Kassonga op 12 Xber 1892 door een gezant van de sultan Sefu
- Aug. De Bruyne sergeant bij het 2e linie regiment samen vermoord met zijn overste Lippens voor wie hij zijn vrijheid had opgeofferd
- De Bruyne geeft aan de wereld een verheven voorbeeld van militaire solidariteit door de vrijheid te weigeren en zijn overste niet te verlaten

## Protest
De aanwezigheid van koloniale standbeelden in België begon vanaf eind jaren '90 op kritiek te botsen. Het regime van Leopold II in de Onafhankelijke Congostaat werd in vraag gesteld en koloniale actoren werden figuurlijk van hun voetstuk gehaald. In de Blankenbergse gemeenteraad hield Piet Wittewrongel van de eenmanspartij Dwars een interpellatie om het monument in Blankenberge te corrigeren. In Gent presenteerde theatermaker Chokri Ben Chikha in 2010 zijn project Heldendood voor de Beschaving, met een ceremonie rond het koloniale monument van Lippens en De Bruyne.